# 107机
107计算机（通称107机）是中国第一台自行设计的通用数字电子计算机，为小型电子管计算机。该机由中国科学院计算技术研究所研制，研制工作由夏培肃主持。107机最初安装于北京玉泉路的中国科学技术大学，1960年4月通过考核开始算题，“文化大革命”开始后随校迁往合肥，1974年拆除。